# Río Pedro
Río Pedro är ett vattendrag i Spanien.   Det ligger i provinsen Provincia de Soria och regionen Kastilien och Leon, i den centrala delen av landet, 130 km norr om huvudstaden Madrid.